# BforBank
BforBank est une banque en ligne lancée en octobre 2009 par les caisses régionales du Crédit agricole. BforBank propose des services de banque au quotidien, d’épargne, de placement et de crédit (consommation et immobilier).

## Historique
BforBank est lancée en octobre 2009, par les Caisses régionales du Crédit agricole, et cible à son lancement une clientèle patrimoniale souhaitant gérer elle-même son épargne. Le Crédit agricole place André Coisne, ex-patron d’ING Direct, à la tête de ce nouveau service. À son lancement, BforBank propose trois services : le livret, l’assurance-vie et les organismes de placement collectif en valeurs mobilières (OPCVM). Le groupe Crédit agricole investit un total de 100 millions d’euros dans le lancement de BforBank.
En juillet 2009, soit quelques mois avant sa création, BforBank fait l’acquisition du courtier en ligne CPR Online (filiale du Crédit agricole), ce qui lui apporte une base de 9 000 clients et une vingtaine de salariés, auxquels BforBank ajoute 60 nouveaux salariés. CPR Online est fusionné à BforBank dans le courant du second semestre 2010.
En 2011, face aux résultats encourageants du lancement de la banque en ligne, les Caisses régionales du Crédit agricole et Crédit agricole S.A. réinjectent 30 millions d’euros dans BforBank pour poursuivre son développement.
En mars 2012, BforBank sort son application mobile. La même année, la banque en ligne remplace le slogan "Ma banque privée en ligne" par "Mon banquier, c'est moi".
En juillet 2014, BforBank annonce le lancement d’une offre de banque au quotidien à l’horizon 2015, accompagnée d’une augmentation de capital de 40 millions d’euros. La banque en ligne annonce également le lancement de prêts immobilier à l’horizon 2016,.
Les comptes courants sont lancés fin avril 2015 .
En novembre 2015, BforBank lance des prêts à la consommation, en partenariat avec CreditLift, filiale du Crédit agricole. Le même mois, les souscriptions à un livret A et à un livret de développement durable deviennent accessibles aux clients de la banque en ligne.
En mai 2016, BforBank s’associe à Linxo, une application de gestion de budget et d’agrégation de comptes bancaires, afin d’offrir à ses clients une lecture plus intelligente sur la gestion de leur argent. Le Crédit agricole est entré au capital de Linxo lors de sa dernière levée de fonds, et l’a accueilli au sein de sa pépinière de startups. En novembre 2016, BforBank lance une déclinaison de son application pour les montres connectées Apple Watch.
En janvier 2017, Bruno Carles, directeur général adjoint de Predica depuis 2011, est nommé directeur général de BforBank, succédant à  André Coisne. Il prend ses fonctions le 1er mars pour notamment superviser le lancement des crédits immobiliers et de l'agrégateur de comptes Linxo,.
En février 2017, BforBank intègre un système de mobilité bancaire pour se conformer à l'article 43 de la Loi Macron prévoyant la facilitation de changement d'établissement bancaire. Fin avril 2017, BforBank lance son offre de crédit immobilier. L’assurance emprunteur est assurée par Crédit Agricole Creditor Insurance (CACI), filiale du Crédit agricole. BforBank s’associe également à la société informatique Harvest pour assurer les solutions de signature électronique et de gestion du back-office.
Face à une concurrence accrue, la marque BforBank se distance de l’approche haut-de-gamme  pour se positionner sur la compétition des prix, principal vecteur de traction du marché,. 
En 2017, le groupe Crédit agricole décide de relancer la marque avec 120 millions d'euros en raison de la déception des résultats de l'entreprise qui ne compte que 180 000 clients comparés à ses concurrents comme Boursorama avec 1,2 million de clients, ING avec plus d'1 million, Fortuneo avec 400 000 clients et enfin Monabanq avec 250 000 clients. Cependant, cette décision entraîne un conflit avec les caisses régionales se plaignant des résultats qui ne correspondent pas au plan de développement prévoyant un résultat net positif dès 2013. Deux rallonges de 30 et 40 millions d'euros ayant déjà été faites en 2011 et 2014. De plus les caisses régionales considèrent toujours cette entité comme concurrente. L'entreprise finit par tabler sur un objectif de 350 000 clients en 2021.

## Produits et services
BforBank est une banque en ligne qui propose divers produits dont l'assurance-vie (via Spirica), le crédit à la consommation (via CréditLift) ou encore le crédit Immobilier. BforBank propose également une série de services s’adressant à une clientèle souhaitant gérer ses comptes de manière autonome et mobile,.

## Chiffres clés
|                          | 2009   | 2010   | 2011    | 2012    | 2013    | 2014    | 2015    | 2016    | 2017    | 2018    | 2019    |
| Clients                  | 15 000 | 50 000 | 80 000  | 100 000 | 115 000 | 125 000 | 135 000 | 165 000 | 180 000 | 220 000 | 230 000 |
| Encours (en milliards €) | 0,8    | 2,6    | 3       | 3,2     | 3,2     |         |         |         |         |         |         |
| Résultat (en millions €) |        | -50    | -40,289 | -8,589  | 0,881   |         |         |         |         |         |         |